# Charlotte Rae

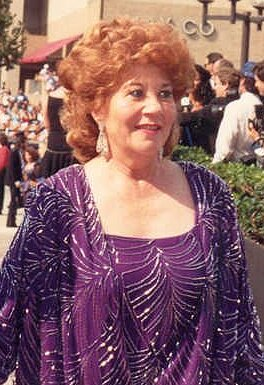
Charlotte Rae (1988)

Charlotte Rae (* 22. April 1926 in Milwaukee, Wisconsin als Charlotte Rae Lubotsky; † 5. August 2018 in Los Angeles, Kalifornien) war eine US-amerikanische Schauspielerin und Sängerin.

## Leben
Charlotte Rae wurde als Tochter jüdischer Eltern mit russischen Vorfahren in Milwaukee geboren. Ihre Mutter Esther Ottenstein und ihr Vater Meyer Lubotsky hatten noch zwei weitere Töchter. Die älteste, Beverly († 1998), war Opernsängerin, die jüngste, Mimi, ist Musikerin und Komponistin. Auch Charlotte kam früh mit Musik in Kontakt.
Nach ihrem High-School-Abschluss an der Shorewood High School in Wisconsin studierte sie an der Northwestern University in Evanston, Illinois, brach das Studium jedoch ab. Zu ihren Kommilitonen gehörten unter anderem spätere Stars wie Paul Lynde, Charlton Heston, Martha Hyer, Patricia Neal und Agnes Nixon.
Charlotte Rae war mit dem Komponisten John Strauss (1920–2011) verheiratet, mit dem sie zwei Kinder hatte. Das Paar ließ sich 1976 scheiden. Sie starb im August 2018 im Alter von 92 Jahren im Kreise ihrer Familie.

## Karriere

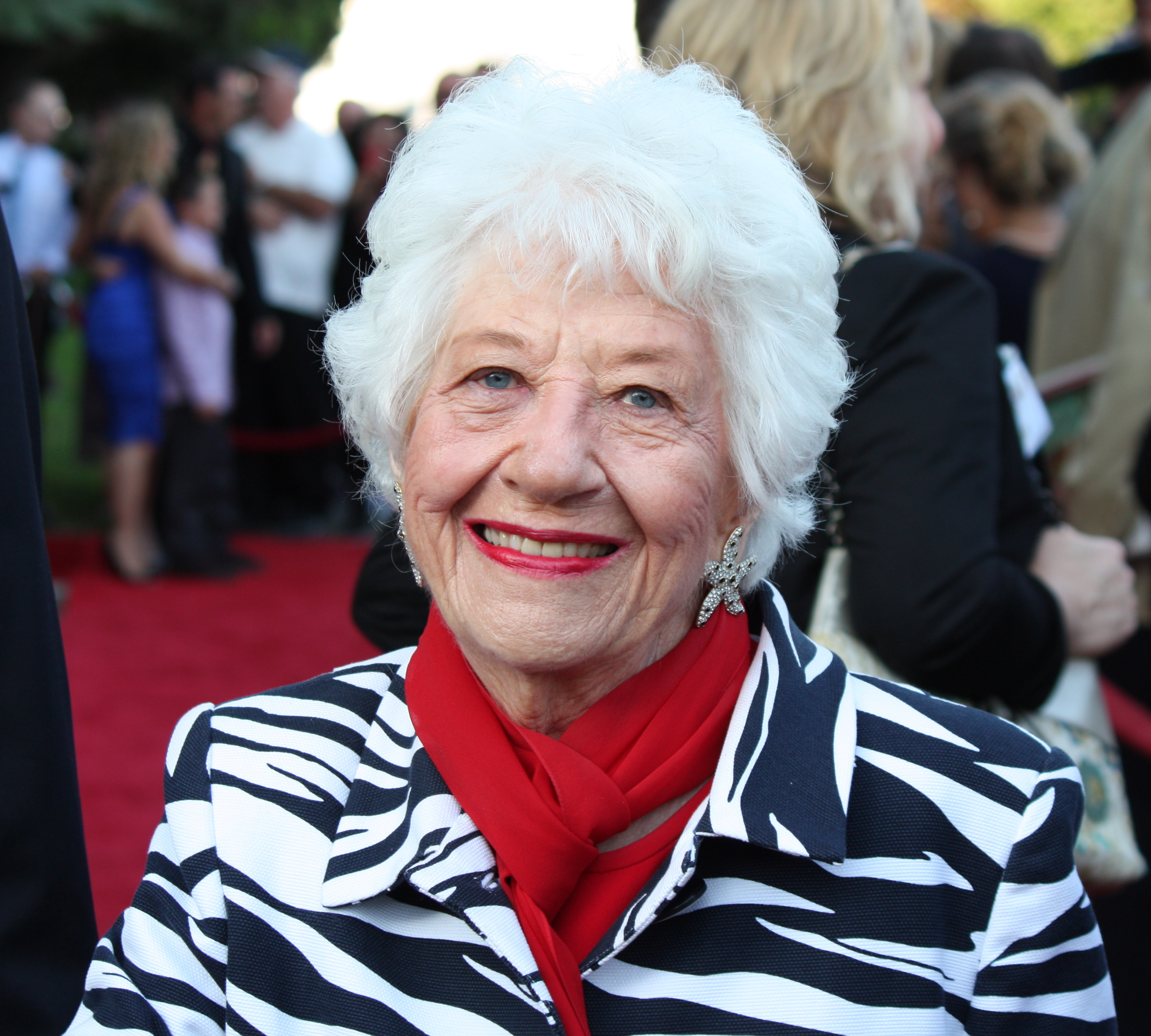
Charlotte Rae (2012)

Rae begann ihre Schauspielkarriere beim Theater. Sie spielte unter anderem eine der Hauptrollen in Pippin am New Jersey Paper Mill Playhouse. Außerdem verkörperte sie die Mammy Yokum in dem Broadwaymusical Li’l Abner. Für ihre Darstellung in Die Pickwickier nach Charles Dickens’ Roman wurde sie 1966 als beste Nebendarstellerin für einen Tony Award nominiert. Drei Jahre später wurde sie für denselben Preis in der Kategorie beste Hauptdarstellerin für Morning, Noon, and Night nominiert.
Seit den frühen 1950er-Jahren übernahm Rae zahlreiche Gastrollen in Fernsehserien und hatte eine wiederkehrende Nebenrolle in Wagen 54, bitte melden als Ehefrau eines von Al Lewis gespielten Polizisten. Im Jahre 1978 spielte sie die Heiratsvermittlerin Bessie in dem von Emmy-Preisträger Mel Stuart gedrehten Katastrophenfilm Feuerfalle. Einem breiten Publikum wurde Rae schließlich vor allem durch die Rolle der Haushälterin Edna Ann Garrett bekannt. Sie spielte diese Figur zunächst ab 1978 in der Sitcom Noch Fragen Arnold?, schließlich ab 1979 als Hauptfigur in der Spin-off-Sitcom The Facts of Life. In der Serie war sie an der Seite von Mindy Cohn, Nancy McKeon und George Clooney zu sehen. Nach acht Staffeln verließ sie 1986 die Serie und Raes ehemalige Kommilitonin Cloris Leachman übernahm als Mrs. Garretts Schwester Beverly Ann die Hauptrolle.
Im Kino übernahm Rae gelegentlich Nebenrollen, so als Mutter von Woody Allens Hauptfigur in der Komödie Bananas (1971) oder als Friseurskundin von Adam Sandlers Zohan in Leg dich nicht mit Zohan an (2008). Insgesamt stand Rae für fast 100 Film- und Fernsehproduktionen bis ins hohe Alter vor der Kamera, zuletzt war sie 2015 in Ricki – Wie Familie so ist mit Meryl Streep zu sehen.

## Filmografie (Auswahl)
- 1951: Once Upon a Time (Fernsehserie, 1 Folge)
- 1961–1963: Wagen 54, bitte melden (Car 54, Where Are You?; Fernsehserie, 11 Folgen)
- 1964: Preston & Preston (The Defenders, Fernsehserie, 1 Folge)
- 1970: Jenny
- 1971: Bananas
- 1972: Vier schräge Vögel (The Hot Rock)
- 1971–1972: Sesamstraße (Sesame Street; Fernsehserie, 18 Folgen)
- 1972: Die Partridge Familie (The Partridge Family ; Fernsehserie, 1 Folge)
- 1975: Hot L Baltimore (Fernsehserie, 13 Folgen)
- 1978: Ja, lüg' ich denn? (Rabbit Test)
- 1979: Feuerfalle (The Triangle Factory Fire Scandal; Fernsehfilm)
- 1978: A Different Approach (Kurzfilm)
- 1978–1984: Noch Fragen Arnold? (Diff’rent Strokes; Fernsehserie, 37 Folgen)
- 1979: Hair
- 1979–1986: The Facts of Life (Fernsehserie, 155 Folgen)
- 1982–1985: Love Boat (The Love Boat, Fernsehserie, 4 Folgen)
- 1987: Chefarzt Dr. Westphall (St. Elsewhere; Fernsehserie, 1 Folge)
- 1987: Mord ist ihr Hobby (Murder, She Wrote; Fernsehserie, 1 Folge)
- 1992: Tom & Jerry – Der Film (Tom and Jerry: The Movie; Stimme)
- 1997: Nowhere – Eine Reise am Abgrund (Nowhere)
- 2000: Der Mann der Anderen (Another Woman’s Husband; Fernsehfilm)
- 2000: Diagnose: Mord (Diagnosis: Murder; Fernsehserie, 1 Folge)
- 2004: Strong Medicine: Zwei Ärztinnen wie Feuer und Eis (Strong Medicine; Fernsehserie, 1 Folge)
- 2005: King of Queens (The King of Queens; Fernsehserie, 1 Folge)
- 2008: Leg dich nicht mit Zohan an (You Don’t Mess with the Zohan)
- 2008: Das Weihnachtshaus (Christmas Cottage)
- 2008: Emergency Room – Die Notaufnahme (ER; Fernsehserie, 4 Folgen)
- 2011: Pretty Little Liars (Fernsehserie, 1 Folge)
- 2014: Das Leben und Riley (Girl Meets World; Fernsehserie, 1 Folge)
- 2015: Ricki – Wie Familie so ist (Ricki and the Flash)